# Louves
Pour les articles homonymes, voir Louve et Les Louves.
Pour plus de détails, voir Fiche technique et Distribution.
Louves (Жената што ги избриша солзите, The Woman Who Brushed Off Her Tears) est un film dramatique germano-belgo-macédonien réalisé par Teona Strugar Mitevska et sorti en 2012.

## Synopsis
L'intrigue du film tourne autour de la vie de deux femmes mères issues de deux milieux sociaux différents. La première mère est une femme occidentale, qui vit en France après la mort tragique de son fils. L'autre femme est issue d'une société patriarcale. Elle vit avec son père Ismail. La première femme a perdu tout intérêt pour la vie et veut mourir, mais la deuxième femme désire vivre.

## Fiche technique
- Titre français : Louves[1],[2] ou The Woman Who Brushed Off Her Tears
- Titre original anglais : The Woman Who Brushed Off Her Tears[3]
- Titre macédonien : Жената што ги избриша солзите
- Réalisateur : Teona Strugar Mitevska
- Scénario : Teona Strugar Mitevska
- Photographie : Mátyás Erdély
- Montage : Nicolas Gaster
- Décors : Vuk Mitevski, Stephan von Tresckow
- Production : Labina Mitevska, Danijel Hocevar, Marcel Lenz, Sébastien Delloye, Diana Elbaum
- Société de production : Entre Chien et Loup, ostlicht filmproduktion GmbH, Vertigo, Sister and Brother Mitevski Production/Macedonia
- Pays de production :  Macédoine du Nord,  Belgique,  Allemagne
- Langues originales : macédonien, français, turc
- Format : Couleurs - 35 mm
- Durée : 103 minutes
- Genre : Drame
- Dates de sortie :
  - Allemagne : 11 février 2012 (Berlinale 2012)
  - France : 10 mai 2012
  - Belgique : 3 octobre 2012[1]

## Distribution
- Victoria Abril : Helena
- Labina Mitevska : Ajsun
- Jean-Marie Galey : Emil
- Arben Bajraktaraj : Lucian
- Firdaus Nebi : Ismail
- Dimitar Gjorgjievski : Noe
- Katarina Orlandic